# جاي هيرنانديز
جاي هيرنانديز (بالإنجليزية: Jay Hernandez) (و. 1978 – م) هو ممثل، وممثل تلفزيوني أمريكي من أصل مكسيكي . ولد في مونتيبيلو، لوس أنجليس، كاليفورنيا .

## روابط خارجية
- جاي هيرنانديز على موقع IMDb (الإنجليزية)
- جاي هيرنانديز على موقع روتن توميتوز (الإنجليزية)
- جاي هيرنانديز على موقع ألو سيني (الفرنسية)
- جاي هيرنانديز على موقع أول موفي (الإنجليزية)
- جاي هيرنانديز على موقع قاعدة بيانات الأفلام السويدية (السويدية)
- جاي هيرنانديز على موقع إن إن دي بي (الإنجليزية)
- جاي هيرنانديز على موقع قاعدة بيانات الفيلم (الإنجليزية)
- جاي هيرنانديز على موقع كينوبويسك (الروسية)